# Gondebald
Gundebold, Gondobaldus of Adgillis III (725-760) was, volgens de Cronica der Friesen van Eggerik Benninga, tussen 748 en 760 koning van de Friezen. Hij zou de zoon en opvolger zijn geweest van Adgillis II, wiens bestaan eveneens niet met zekerheid is vast te stellen.
Nadien zou zijn zoon Radboud II hem opvolgen en daarmee de laatste onafhankelijke koning van de Friezen worden.
Gundebold zou hebben geregeerd over een Fries rijk ten oosten van de Lauwers en de Friese waddeneilanden. In 734 hadden de Franken de Friezen onder koning Poppo, een voorvader van Gundobold, vernietigend verslagen in de Slag aan de Boorne, waarmee het grootste deel van de Friese gebieden in handen was gevallen van het Frankische rijk.
In 748 zou deze rex Frigionum militaire bijstand hebben verleend aan hofmeier Pippijn III toen deze ten strijde zou zijn getrokken tegen de Saksen.

## Bron
- Eggerik Beninga, Cronica der Fresen.